# Claude Michel Cluny
Pour les articles homonymes, voir Cluny.
Claude Michel Cluny, nom de plume de Claude Dufour, né le 2 juillet 1930 à La Grandville (Ardennes) et mort le 11 janvier 2015 à Paris 10e, est un poète, critique littéraire, critique cinématographique, nouvelliste et romancier français. Aimant les mystifications littéraires, il a écrit également sous les pseudonymes d'Antonio Brocardo et d'Harmodios de Cyrène, auquel il attribue en 1987 une suite de fragments intitulés Feuilles d'ombre dans la grande tradition des Chansons de Bilitis de Pierre Louÿs.

## Biographie
Claude Michel Cluny a grandi dans la région parisienne où son père travaillait dans l'aéronautique. La guerre marque durablement son enfance et lui inspirera plus tard un récit autobiographique, Sous le signe de Mars (2002).
Il fait plusieurs fois le tour du monde, par les moyens les plus divers, visitant les cinq continents. Son œuvre poétique et son journal témoignent de cette importance fondamentale du voyage dans sa vie.
En 1961, Claude Michel Cluny, qui vient de publier ses premiers poèmes ainsi que des notes critiques dans La Nouvelle Revue française, publie chez Denoël son premier roman, La Balle au bond, qui sera suivi, en 1965, par son premier recueil de poèmes, Désordres, accueilli par Georges Lambrichs dans la collection « Le Chemin ». Il collabore alors aux Lettres françaises, à La Quinzaine littéraire dès sa fondation par Maurice Nadeau en 1965, et, à partir de mai 1967, tient la critique de cinéma dans La Nouvelle Revue française. Il sera ensuite critique cinématographique au Nouvel Observateur de 1971 à 1973, critique littéraire au Quotidien de Paris de 1979 à 1986, ainsi qu'à L'Express de 1981 à 1996. Au début des années 1970, il travaille au sein de l'ORTF.
En 1978, il collabore à l'ouvrage collectif Zouc (avec Hervé Guibert, Roger Montandon et Georges Piroué) Editions Balland.
Dans les années 1990-2000, Claude Michel Cluny assure la chronique de littérature étrangère du Figaro littéraire. Il donne également de nombreux articles au Magazine littéraire, jusqu'à la fin des années 2000.
En 1986, il obtient le prix Guillaume-Apollinaire pour son recueil Asymétries, puis en 1989 le grand prix de poésie de l'Académie française pour l'ensemble de son œuvre poétique.
En 2002, le prix Renaudot de l’essai lui est attribué pour Le Silence de Delphes, premier tome de son journal, L'Invention du temps, dont il poursuit la publication aux Éditions de la Différence. L'ensemble devrait comprendre 14 volumes en tout lorsque la publication en sera achevée.
En 2012, il reçoit le prix européen de poésie Léopold Sédar Senghor pour l'ensemble de son œuvre.
Claude Michel Cluny a également accompli de nombreux travaux d'édition : il a notamment dirigé chez son éditeur, La Différence, la collection "Orphée", collection de poésie au format de poche fondée en 1989, qui a publié plus de 250 titres et fait connaître en France de nombreux poètes du monde entier, souvent traduits pour la première fois. Cette collection, qui s'est arrêtée en 1997, a été relancée en 2012, toujours sous la direction de Claude Michel Cluny.

## Œuvres

### Poésie
- Désordres, Gallimard, 1965, prix Caroline Jouffroy-Renault de l’Académie française
- Inconnu passager, Gallimard, 1978
- Asymétries, La Différence, 1985 ; nouvelle édition 1986
- Hérodote Eros, Fata Morgana, 1984
- Feuilles d’ombre d’Harmodios de Cyrène apories, La Différence, 1987
- Poèmes du fond de l’œil, Gallimard, 1989
- Odes profanes, La Différence, 1989
- Œuvre poétique, vol. 1 « Œuvres complètes », La Différence, 1991
- Un jour à Durban, La Différence, 1991
- Les dieux parlent, La Différence, 1993
- Poèmes d'Italie, La Différence, 1998
- À l’ombre du feu, La Différence, 2001
- L’Autre Visage, La Différence, 2004
- Œuvre poétique, vol. 2, La Différence, 2010

### Journal littéraire
L'Invention du Temps : journal littéraire, La Différence, 10 volumes ont paru depuis 2002:
- Tome  1, Le Silence de Delphes, 1948-1962
- Tome  2, Années de sable, 1963-1967
- Tome  3, Impostures, 1968-1973
- Tome  4, La déraison, 1974-1977
- Tome  5, Les Dieux Nus, 1978-1979
- Tome  6, Le Retour Des Émigrés, 1980-1981
- Tome  7, L'or des dioscures, 1982-1983
- Tome  8, Le passé nous attend, 1984-1985
- Tome  9, Moi qui dors toujours si bien, 1986-1987
- Tome 10, Rêver avec Virgile, 1988-1990

### Essais et récits
- Dictionnaire des nouveaux cinémas arabes, Sindbad, 1978 (grand prix de la critique cinématographique, 1979)
- La Rage de lire, essais critiques, Denoël, 1978
- Le Caire, essai, Champ Vallon, 1985
- Le Fleuve et l'Écho, La Différence, 1987 ; rééd. revue, 1991 (précédé d'une traduction de Eraostratus de Fernando Pessoa par François Rosso)
- François Imhoff, essai, La Différence, 1993
- Le Livre des quatre corbeaux, essai, La Différence, 1998
- Atacama, essai historique, La Différence, 2000
- Sous le signe de Mars, récit, La Différence, 2002 ; rééd. 2010
- Waterloo, une bataille pour l'Europe, album, La Différence, 2012.

### Romans et nouvelles
- La Balle au bond, roman, Denoël, 1961
- Un jeune homme de Venise, roman, Denoël, 1966 ; rééd. Folio, 1983 ; rééd. La Différence, 1994
- Vide ta bière dans ta tombe, récit, Denoël, coll. « L'instant romanesque », 1980
- Disparition d'Orphée de Girodet, nouvelle, La Différence, 1987
- On dit que les gens sont tristes, nouvelles, Gallimard, 1992
- Œuvre romanesque : « Œuvres complètes », La Différence, 1994

### Préfaces
- Œuvres d'Homère : 1. L'Iliade, Editions de la Différence, Paris, 1989.
- Fernando Pessoa (trad. Michel Chandeigne et Dominique Touati, préf. Claude Michel Cluny), Ode maritime et autres poèmes, Paris, Éditions de la Différence, coll. « Orphée », 1990 (ISBN 9782729104832).